# Rio Guayambre
Guayambre é um rio que atravessa o território de Honduras, na América Central.